# حصى سكك حديدية

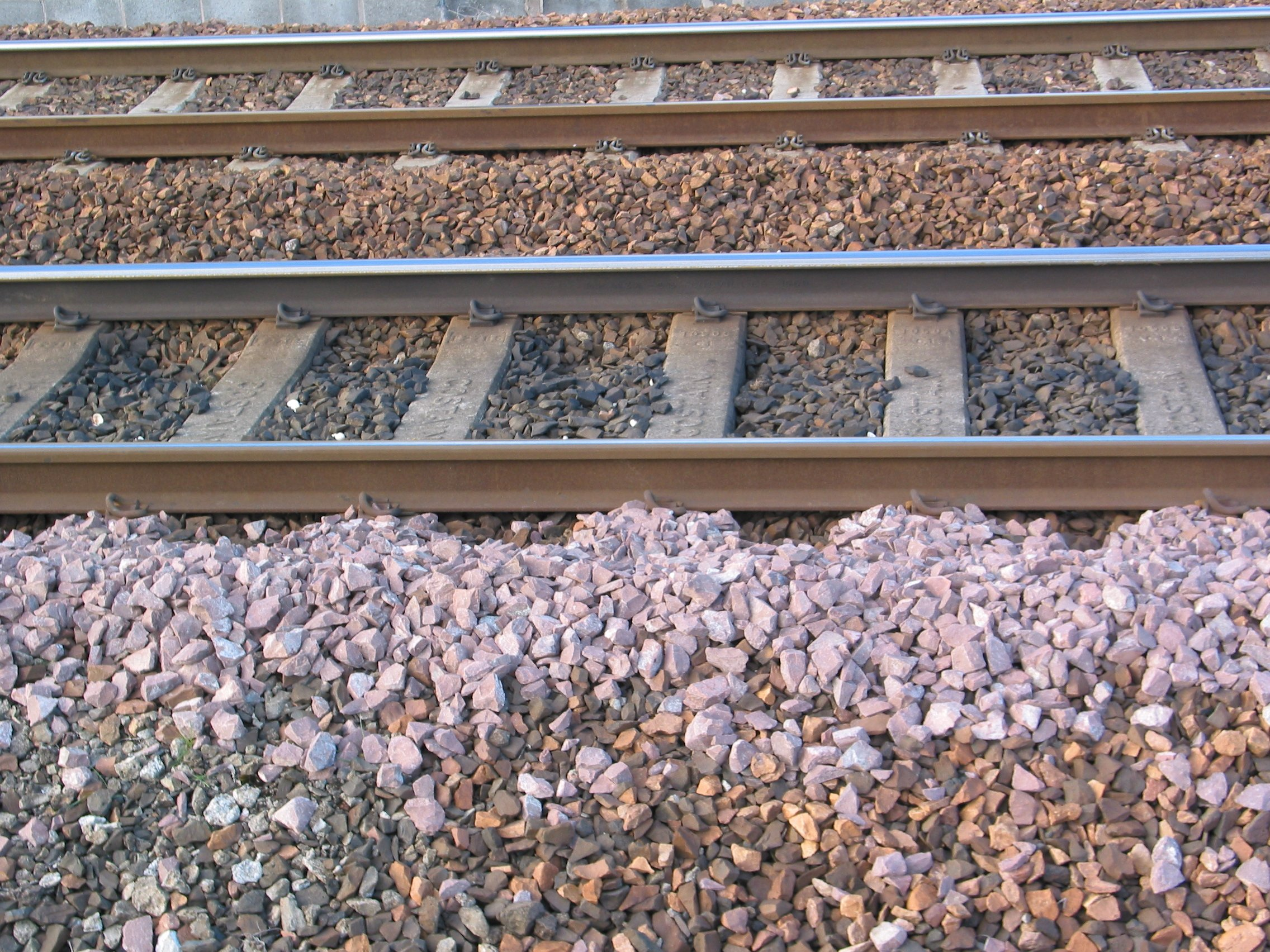

حصى السكك الحديدية أو زلط السكك الحديدية، طبقة تُفرش لتحمل وزن القضبان والقطارات، ولتسمح بتسرب الماء عند المطر، وهي ذات أهمية بالغة عموما، وخصوصا في مناطق التربة الرخوة. ولهذا الحصى مواصفات، لمخالفتها عواقب وخيمة، مثلا إذا كبُر حجمها اتسعت الفجوات في طبقة الحصى، وقلت قدرتها على حمل ثقل القطار عندما يمر من فوقها.

## الصيانة
- انظر أيضا: آلة دك [الإنجليزية]